# Gotha Go 242
Gotha Go 242 byl transportní kluzák používaný německou Luftwaffe během druhé světové války.

## Vývoj
Go 242 byl navržen Albertem Kalkertem jako odpověď na požadavek Říšského ministerstva letectví (Reichsluftfahrtministerium), jež žádalo návrh těžkého transportního kluzáku, který by nahradil tehdy používané DFS 230. Výsledkem byl hornoplošník se střední nákladní trupovou gondolou a dvěma nosníky ocasních ploch. Trup měl ocelovou kostru potaženou plátnem. Zadní část trupu se u nákladní verze dala odklopit vzhůru a do kluzáku mohlo vjet terénní vozidlo nebo lehký kanón.
V roce 1941 vzlétly dva prototypy a hned poté se začalo s výrobou. Celkem se vyrobilo 1 528 kusů, z nichž na některé byly namontovány motory a tak se z nich staly motorizované kluzáky Go 244.

## Služba
Při nasazení bývaly Go 242 taženy buď letouny Heinkel He 111 nebo Junkers Ju 52. Někdy byly vybaveny i pomocnými startovacími raketami. Většina jich byla nasazena na bojištích v oblasti Středozemního a Egejského moře.

## Varianty

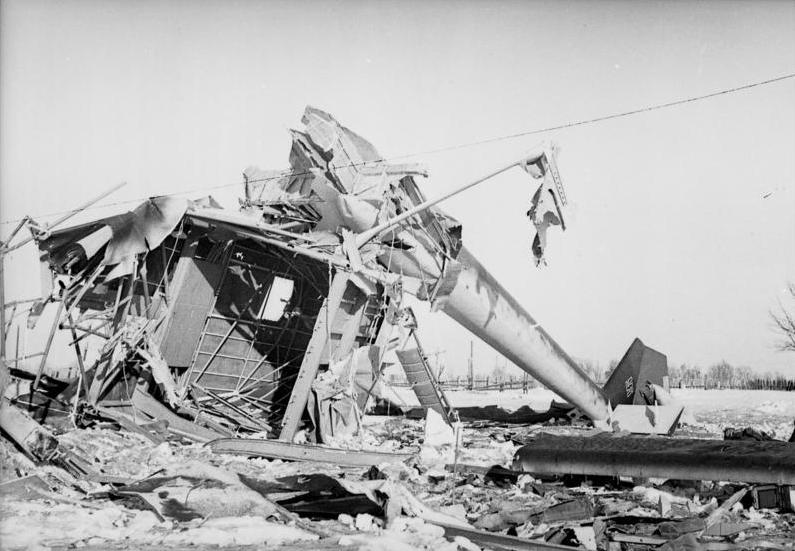
Vrak kluzáku v SSSR

### Go 242A
- Go 242A-1 – původní verze pro dopravu nákladu
- Go 242A-2 – původní verze pro dopravu vojáků

### Go 242B
- Go 242B-1 – verze pro dopravu nákladu s odhoditelným podvozkem
- Go 242B-2 – B-1 s vylepšeným podvozkem
- Go 242B-3 – verze B-1 pro dopravu vojáků s rozevíracími zadními dveřmi
- Go 242B-4 – verze pro dopravu vojáků s dveřmi verze B-3 a podvozkem B-2
- Go 242B-5 – cvičná verze s dvojitým řízením

### Go 242C
- Go 242C-1 – námořní verze s trupem tvaru létajícího člunu, nikdy nebyla použita

## Specifikace (Go 242B-3)

### Technické údaje
- Osádka: 1 nebo 2 piloti
- Kapacita: až 23 vojáků
- Rozpětí: 24,50 m
- Délka: 15,81 m
- Výška: 4,40 m
- Nosná plocha: 64,4 m²
- Štíhlost křídla: 16:1

Go 242

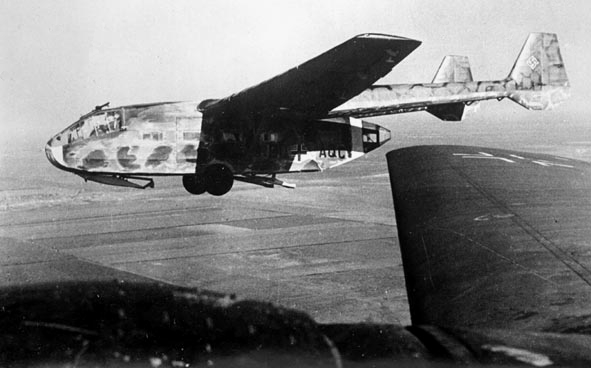
Gotha Go 242

- Hmotnost prázdného stroje: 3200 kg
- Maximální vzletová hmotnost: 7100 kg

### Výkony
- Maximální rychlost: 300 km/h
- Maximální klouzavost: 1:16

### Výzbroj
- 4× kulomet MG 15 ráže 7,92 mm